# Acaulospora polonica
Acaulospora polonica är en svampart som beskrevs av Blaszk. 1988. Acaulospora polonica ingår i släktet Acaulospora och familjen Acaulosporaceae.   Inga underarter finns listade i Catalogue of Life.